# 銀翼殺手 (小說)
《銀翼殺手》（英語：Do Androids Dream of Electric Sheep?），又譯《仿生人會夢見電子羊嗎？》，是美国科幻小说作家菲利普·K·迪克最重要的作品之一，于1968年首次出版。
小说背景设置在一个未来的，末世般的旧金山；当时地球上的生命都因一场全球性的核战争而遭受的严重破坏，导致不少物种灭绝或濒临灭绝。
1982年的著名科幻电影基于本小说改编，但相较于小说，部分情节与设置有所改动。該書中衆多元素和主題亦被用於2017年續集電影《銀翼殺手2049》。

## 情节简介
故事发生在未来的后末日1992年（在部分新出版的书中为2021年）。在一场名为「世界大战终点站」的毁灭性的全球战争之后，地球上的大气层被辐射污染，导致联合国鼓励人类大规模移民到异世界殖民地，以保护人类的基因完整性。人类搬离地球的动机是可以获得免费的个人机器人（即类人的机器人仆人）。罗森协会（The Rosen Association）在火星上的一个人类殖民地生产了这些机器人，但一些机器人暴力反抗并逃回了地球，并躲藏在那里希望不被发现。因此，美国和苏联的警察部门保持警惕，并让“机器人赏金猎手”追捕这些逃回地球的机器人。
在地球上，因物种大规模灭绝使得真实的动物变得稀少，和人们伴随着文化上的推动变得更富有同理心，拥有真正的活体动物已经成为一种时尚的身份象征。然而，穷人只买得起外观逼真的活体动物的机器人仿制品。例如，小说的主人公瑞克·戴克拥有一只電子黑脸羊。
瑞克·戴克是一位任职于旧金山警察局，追捕逃亡仿生人（Androids）從而領取懸賞的“赏金猎人”。他不斷接受各種任務以領取更多賞金，期待有朝一日能攢夠錢去買頭真正的活羊，而不僅僅是每天早上裝模做樣地喂食自己那頭電子黑臉羊，而他的妻子則呆在家里依靠“同情箱”和“情绪器官”的控制打发时光。戴克受警察局指派，對6名从火星逃到地球的，不易辨識的新型高智能型仿生人展開追緝。这些仿生人与人类身体的成分相似，只有通过死后抽取骨髓分析才能辨明身份，所以与人类难以区别。戴克隻身前往西雅图，拜访该型号制造商罗森协会（The ）总部，确认用以辨别仿生人与真人的沃伊-坎夫測試最新版本仍然适用于最新的型仿生人。
戴克在罗森总部遇到自称是协会创始人侄女的瑞秋（Rachael），她自荐成为第一位测试对象，但測試結果似乎呈現假陽性——如果測試無法準確辨別仿生人與真人，那警方之前「報廢」的可能就不僅僅只有仿生人。協會創始人及總裁老罗森（Eldon Rosen）試圖通過勒索戴克迫使他放棄這項針對型仿生人的追緝令。然而經過重新檢測，戴克確認所謂的侄女瑞秋其实就是一名型仿生人。尽管這項結論意味着最新版沃伊-坎夫测试依然能夠有效識別仿生人，戴克却开始对仿生人与真人之间的区别和差异产生了更多疑问……

## 備注
1. ↑  在小説描繪的后末日世界中，擁有活體動物是一種社會地位與身份的象徵。
2. ↑  沃伊-坎夫测试[[[Wikipedia:格式手册/链接#章節|錨點失效]]]在小説中的英文原文拼寫為，與其在電影中的拼寫僅有一字母之差。
3. ↑  原爲德國姓氏，根據其發音譯作福格特，其英語發音則有福格特和沃伊兩種，後者依同音姓氏結尾字母一般不發音。